# Épigée (plante)
 (mars 2025).
Si vous disposez d'ouvrages ou d'articles de référence ou si vous connaissez des sites web de qualité traitant du thème abordé ici, merci de compléter l'article en donnant les références utiles à sa vérifiabilité et en les liant à la section « Notes et références ».
Epigaea
Pour les articles homonymes, voir Épigée (homonymie).
Genre
Epigaea est un genre de plantes à fleurs de la famille des Ericaceae.

## Description
Il s'agit de petits arbustes rampants qui mesurent généralement entre 10 et 20 centimètres de hauteur, formant de grandes colonies. Les feuilles sont persistantes, alternes et simples, variant selon l'espèce de 2 à 10 centimètres de long. Les fleurs sont petites, blanches ou roses, avec une corolle tubulaire à cinq lobes qui apparaît au milieu du printemps. Le fruit est une capsule sèche avec de nombreuses petites graines.

## Systématique
Le nom correct complet (avec auteur) de ce genre est Epigaea L..
Epigaea a pour synonymes :
- Memaecylum Mitch.
- Orphanidesia Boiss. & Balansa
- Parapyrola Miq.

## Liste d'espèces
Selon GBIF (7 juillet 2022) :
- Epigaea asiatica Maxim.
- Epigaea gaultherioides (Boiss.) Takht.
- Epigaea × intertexta Mulligan
- Epigaea repens L.

## Conservation
Epigaea repens est répertorié comme une espèce en voie de disparition dans certains États américains.

## L'Épigée et l'Homme

### Culture et utilisations
Les trois espèces sont cultivées comme plantes ornementales dans les rocailles, où elles ont besoin d'un sol acide et humide. Un hybride entre E. repens et E. asiatica, le intertexta de Epigaea a également été mis au point pour la plantation de jardin.

### Symbolique
Le nom Mayflower était traditionnellement donné à E. repens par les Pères Pèlerins d'après leur navire le Mayflower. La plante était abondante là où le navire a atterri à Plymouth Rock, dans le Massachusetts qui en a fait depuis sa fleur nationale. C'est aussi la fleur provinciale de la Nouvelle-Écosse. Le nom Arbousier rampant reflète sa similitude avec les arbres du genre apparenté Arbutus, tout en étant beaucoup plus petit et prostré sur le sol.